# اريك رامزي
اريك رامزي (بالإنجليزية: Eric Ramsay)‏ هو سياسي أسترالي، ولد في 8 أغسطس 1916، وتوفي في 4 أبريل 1999. حزبياً، نشط في حزب العمال الأسترالي. وقد انتخب عضو الجمعية التشريعية نيو ساوث ويلز.